# 류큐소나무
류큐소나무(학명: Pinus luchuensis) 또는 류큐마쓰(일본어: リュウキュウマツ)는 일본 난세이 제도에서 서식하는 소나무과 소나무속 침엽수이며, 난세이 제도의 고유종이다. 유구송(琉球松)이라고도 한다.
제2차 세계 대전 이후 벌채가 활발하게 이루어져 광범위한 서식지 파괴를 겪었으며, 현재는 주로 관엽식물로 재배된다.

## 같이 보기
- 류큐 열도